# Les Fantasmes de Madame Jordan
Pour les articles homonymes, voir Fantasmes.
Pour plus de détails, voir Fiche technique et Distribution.
Les Fantasmes de Madame Jordan (Montenegro) est un film suédo-britannique réalisé par Dušan Makavejev, sorti en 1981.

## Fiche technique
- Titre : Les Fantasmes de Madame Jordan
- Titre original : Montenegro
- Réalisation : Dušan Makavejev
- Scénario : Dušan Makavejev, Donald Arthur et Branko Vučićević
- Musique : Kornelije Kovač (sr)
- Photographie : Tomislav Pinter (en)
- Montage : Sylvia Ingemarsson
- Affiche : Michel Landi
- Producteurs : Christer Abrahamsen (sv), Bo Jonsson (sv), George Zecevic
- Sociétés de production : Europafilm (sv), Smart Egg Productions, Viking Film
- Pays d'origine :  Suède,  Royaume-Uni
- Langue : anglais
- Format : Couleurs - 1,66:1 - Mono - 35 mm
- Genre : Comédie noire
- Durée : 96 minutes
- Date de sortie :
  - 18 septembre 1981 (Festival international du film de Toronto)
  - 9 octobre 1981 (Suède)
  - 20 janvier 1982 (France)
- Affiche : Michel Landi (France)

## Distribution
- Susan Anspach : Marilyn Jordan
- Erland Josephson : Martin Jordan
- Marianne Jacobi : Cookie Jordan
- Jamie Marsh (en) : Jimmy Jordan
- John Zacharias (sv) : grand-père Bill
- Per Oscarsson : Dr Aram Pazardjian
- Marina Lindahl : secrétaire
- Bora Todorović : Alex Rossignol
- Lisbeth Zachrisson (sv) : Rita Rossignol
- Svetozar Cvetković (sr) : Montenegro
- Patricia Gélin (sv) : Tirke
- Dragan Ilić : Hassan
- Nikola Janic : Mustapha
- Mile Petrovic : client du bar
- John Parkinson : pianiste
- Jan Nygren (sv) : officier de police
- Lasse Åberg (sv) : inspecteur des douanes
- Kaarina Harvistola: policier #1
- Eva Gislén : policier #2
- Elsie Hohn : joueuse de claquette
- Paul Smith : chauffeur de taxi
- Bo-Ivan Petersson (sv) : Bo Ivan Peterson